# Beatriz Bonnet
Nelly Beatriz Bonnet, nascida Nelly Beatris Auchter Bonnet (Gualeguay, 11 de dezembro de 1930 - Buenos Aires, 19 de fevereiro de 2020) foi uma atriz e comediante argentina de cinema e televisão.

## Biografia
Beatriz Bonnet nasceu em 11 de dezembro de 1930 de mãe solteira, Mariana Amelia Bonnet, filha de Ernest Bonnet, um imigrante inglês. Aos 15 anos, Bonnet se casou com um homem chamado López Verde, mas o casal se separou um ano depois. Ela se mudou para Buenos Aires, onde estudou dança, canto e atuação. Enquanto trabalhava em uma confeitaria, Bonnet foi recrutada por Pedro R. Bravo para atuar em Mansedumbre, o primeiro filme a ser filmado na província de Tucumán. Em meados de 1951, ingressou na equipe do Instituto Cinematográfico da Universidade Nacional de Tucumán, na época financiada pelo governo argentino.
Bonnet ingressou no Instituto de Arte Moderna de Buenos Aires e foi contratada pelo diretor de teatro Francisco Gallo para se apresentar em comédias no Teatro Astral. Ela teve aulas com Hedy Crilla.
Na televisão, Bonnet fez sua estreia atuando em operetas no canal 7 da Televisión Pública Argentina. Ela foi a atriz substituta de Rosita Quintana em uma produção My Fair Lady, apresentando um desempenho tão bom em um dia que o público a aplaudiu e substituiu indefinidamente Quintana. Bonnet também atuaria em comédias musicais de TV como La dama del Maxim, Descalzos no parque e Mame.
Beatriz atuou na produção brasileira Um caipira em bariloche de 1973, com cenas rodadas no Brasil e Argentina, junto a Mazzaropi.
Bonnet morreu em 19 de fevereiro de 2020 em Buenos Aires, após um período longo de internação, em decorrência do Mal de Alzheimer.